# 梁鑑添
梁鑑添(英語：Leung Kam Tim，1932年—2019年6月)，香港數學家，香港教育家，前香港大學理學院院長。

## 生平
梁鑑添1932年生於香港，中學就讀香港培正中學，1954年畢業於德國漢堡大學，主修數學和物理，1957年獲瑞士蘇黎世大學博士學位，導師為著名代數學家，《Moderne Algebra》作者范德瓦爾登。他先後在美國邁亞密大學及辛辛那提大學任數學副教授，1960年回港受聘為香港大學數學系高級講師，後晉升為系主任，1974至1976年任香港大學理學院院長，是首位出任該職位的香港華人。他在香港大學服務35年，1995年退休，2019年6月病逝。
梁博士一生對數學教育貢獻良多。除了數學文章，他亦創辦的文化《抖擻雙月刊》。梁博士亦熱心教育事務，除了擔任不少公職，如香港大學入學資格考試純粹數學科(University of Hong Kong Matriculation Examination Pure Mathematics)委員會副主席，香港高級程度會考數學科科務委員會主席外，更應邀擔任香港大學數學系「數趣漫話」等公開講座主講嘉賓。

## 著作
梁鑑添編寫一系列預科學生(sixth form students)程度的香港大學入學資格考試純粹數學科(University of Hong Kong Matriculation Examination Pure Mathematics)，香港高級程度會考純粹數學科及本科生程度的數學參考書：
- K. T. Leung, Doris L. C. Chen, Elementary Set Theory, Part I/II, Hong Kong University Press (1965)
- K. T. Leung, Linear Algebra and Geometry, Hong Kong University Press (1974)
- K. T. Leung, P. H. Cheung, Fundamental Concepts of Mathematics, Hong Kong University Press (1988)
- K. T. Leung, Ida A. C. Mok, and S. N. Suen, Polynomials and Equations, Hong Kong University Press (1992)
- K. T. Leung and S. N. Suen, Vectors, Matrices and Geometry, Hong Kong University Press (1994)